# Can Vila (Borrassà)
Can Vila és una casa gòtica de Borrassà (Alt Empordà) inclosa a l'Inventari del Patrimoni Arquitectònic de Catalunya.

## Descripció
Casa cantonera amb dues façanes. La principal dona al carrer Del Pou Comú, amb planta baixa i primer pis. El primer pis té un encoixinat de pedra com a base i dues grans portes. El primer pis té dues finestres de mida semblant a les portes del pis inferior, però el que més destaca és la finestra gòtica que hi ha entre les dues finestres. És una finestra gòtica consistent en dos arquets separats per un columneta, que ha desaparegut. Damunt dels dos arcs hi ha una mena d'òcul, sense arribar a formar un arc polilobulat, seria un pas anterior. A les impostes hi ha decoracions: rosa - escut - rosa. Destaca també l'ampit d'una sola pedra. Sota de l'ampit hi ha un escut, millor dit, la motllura d'un escut inscrit dins d'un cercle, atès que no hi ha cap motiu en l'interior. la façana del carrer Dr. Vila és molt irregular. A la planta baixa hi ha quatre finestres i dues portes i al primer pis, l'ordenació de les finestres és irregular.